# Lagoa da Tijuca
Lagoa da Tijuca är en lagun i Brasilien.   Den ligger i delstaten Rio de Janeiro, i den sydöstra delen av landet, 900 km sydost om huvudstaden Brasília. Arean är 2,9 kvadratkilometer. Den sträcker sig 1,8 kilometer i nord-sydlig riktning, och 4,9 kilometer i öst-västlig riktning.
Följande samhällen ligger vid Lagoa da Tijuca:
- Barra da Tijuca (300 823 invånare)